# باکمن (مینه‌سوتا)
باکمن، مینه‌سوتا (به انگلیسی: Buckman, Minnesota) یک شهر در ایالات متحده آمریکا است که در مینه‌سوتا واقع شده‌است.

## خصوصیات
باکمن ۲٫۶۴ کیلومترمربع مساحت و ۲۷۰ نفر جمعیت دارد و ۳۷۳ متر بالاتر از سطح دریا واقع شده‌است.